# Martin Scheutz
Martin Scheutz (ur. 27 listopada 1967 w Bad Aussee) – austriacki historyk (nowożytnik), profesor na Uniwersytecie Wiedeńskim.
Od 1986 studiował na Uniwersytecie Wiedeńskim, najpierw historię i filologię hiszpańską, od 1987 historię i germanistykę. W czasie studiów odbył staż w Hofkammerachiv w Wiedniu i w Steiermärkischen Landesarchiv w Grazu. 21 czerwca 1993 uzyskał stopień magistra (Mag. phil.).
18 marca 1996 został doktorem (Doktor der Philosophie), w maju 2001 habilitował się na podstawie monografii na temat życia codziennego i przestępczości w XVIII w., napisanej na podstawie dokumentów sądowych z Dolnej Austrii.
Od 2000 jest członkiem redakcji czasopism "Wiener Zeitschrift für Neuere Geschichte" i "Schriften zur Neueren Geschichte".

## Monografie
- Martin Scheutz: Alltag und Kriminalität. Disziplinierungsversuche im steirisch-österreichischen Grenzgebiet im 18. Jahrhundert (MIÖG Ergänzungsband 38) (Wien 2001) 599 stron
- Martin Scheutz: Ausgesperrt und gejagt, geduldet und versteckt. Bettlervisitationen im Niederösterreich des 18. Jahrhunderts (Studien und Forschungen aus dem Niederösterreichischen Institut für Landeskunde Bd. 34) (St. Pölten 2003) 258 stron
- Martin Scheutz/Harald Tersch: Trauer und Gedächtnis. Zwei österreichische Frauentagebücher des konfessionellen Zeitalters. Das Gerasche Gedächtnisbuch (1597 1611, 1647-1653) (Fontes Rerum Austriacarum Scriptores Bd. 14) (Wien 2003) 287 stron
- Martin Scheutz: Der Wiener Hof und die Stadt Wien im 20. Jahrhundert. Die Internalisierung eines Fremdkörpers (Enzyklopädie des Wiener Wissens X) (Weitra 2010) 200 stron
- Ferdinand Opll/Martin Scheutz: Der Schlierbach-Plan des Job Hartmann von Enenkel. Ein Plan der Stadt Wien aus dem frühen 17. Jahrhundert (Quellenedition des Instituts für Österreichische Geschichtsforschung 13) (Wien 2014) 184 strony